# 칼로스지방
칼로스지방(한국 한자: 칼로스地方 일본어: カロス地方 가로스치호[*] 영어: Kalos Region 문화어: 깔로스지방)은 포켓몬스터 XY의 모험의 무대이다.

## 개요
프랑스를 모티브로 한 지방이다. 프리즘 타워는 에펠탑이 모티브이다.

## 장소

### 조아마을(朝芽)
포켓몬스터 XY에서 주인공이 모험을 시작하는 마을. 주인공의 이웃은 라이벌이다. 애니메이션 XY에서 세레나가 모험을 시작한 곳이기도 하다.

### 수미마을(秀美)
포켓몬스터XY에서 6세대 스타팅 포켓몬을 받는 곳이다. 커다란 강이 있다.

### 백단시티(白檀)
첫 번째 관장인 비올라가 있다. 타입은 벌레이다. 이기고나면 마을 위쪽에서 팬지가 학습장치를 준다. 트레이너 스쿨이 있는 마을이기도 하다.뱃지는 버그뱃지 이다

### 미르시티
모델은 파리시. 지우는 여객기 편으로 이곳에 도착, 프리즘 타워에서 게임을 희망했으나 뱃지가 없다는 이유로 퇴출당한다. 그리고 시트론, 유리카와 만나 여행을 시작한다.
게임에서는 시트론이 전기타입 체육관 관장이다.포켓몬 그림자를 보고 올바른 곳으로 가 배틀을 하고 엘리베이터를 타고 올라가는 형식이다. 플라타느 박사와 배틀한 후 파이리, 꼬부기, 이상해씨 중 하나를 선택해 받는다. 동시에 메가스톤도 받을 수 있다. (이상해씨면 이상해꽃나이트,파이리면 리자몽x,y나이트,꼬부기면 거북왕 나이트를 받을 수 있다)엔딩 후 솔레유 카페에서 카르네의 랄토스를 받을 수 있다.

### 고목내마을(古木)
침울한성과 열매를 기를수 있는 농장이 있다 여담으로 농부가 무에서 유를 창조하는 농사는 대단하다고 나불거린다. 또 처음에 이 마을에 도착했을 때 잠만보가 다음 도로로 가는 길에 다리에 자고 있어 피리를 사용하여 깨워야 된다.

#### 파르팽 궁전
프랑스의 베르사유 궁전을 모티브로 하였다. 포켓몬 피리를 얻기 위해 들린다. 여기서 트리미앙을 잡고 불꽃놀이를 본 뒤 포켓몬 피리를 가지고 7번도로로 가야한다.

#### 배틀샤토
애니에서는 비올라는 더치스. 자크로는 비올라를 이기고 그렌드듀크가 되지만 게임에서는 관장을 전부 마퀴스/마르키스이다. 그리고 애니에서는 같은 작위를 가진 사람과만 시합을 할 수 있다. 예를 들어 듀크나 더치스는 듀크와 더치스와만 시합을 할 수 있다.
그러나 게임에서는 플레이어에 작위보다 낮거나 같으면 시합할 수 있다.

### 가라마을(伽羅)
화석연구소와 가라 수족관이 위치해 있다. 8번 도로, 9번 도로와 이어져 있다.

### 삼채시티
두번째 체육관 관장인 자크로가 있는 곳이다. 타입은 바위. 사용 포켓몬은 티고라스와 롱스톤이다. 커다란 벽위에 배틀 필드가 있다.

### 옥유마을
마을에 돌이 잔뜩있는 마을이다. 스토리 후반부에 플레어단 비밀기지가 있다.코르니가 그곳에서 루카리오를 메가진화 한다.

### 사라시티(娑羅)
마스터타워와 체육관이 있다 관장이름은 코르니. 타입은 격투이고 인라인 스케이트를 타면서 트레이너들을 쓰러뜨리면 도전할 수 있다. 이기고나서 마스터타워에 가면 라이벌과 배틀후 가장 위층에서 메가링을 받고 코르니가 가지고있던 2마리의 루카리오중 한마리를 얻고(메가스톤을 지니고 있다.) 이기면 되는 것이다.

### 비익시티(比翼)
트라이 포카론에 세레나가 처음으로 참가했으나 결국 낙방하였다.
모노레일 탑승장과 비익체육관이 있다.
관장은 후쿠지 타입은 풀이다. 사용하는 포켓몬은 솜솜코, 우츠동, 고고트이다.

### 후늬시티(훈의(薰衣))
마슈가 이곳 체육관 관장이고 타입은 페어리다. 쓰는 포켓몬은 슈쁘, 마임맨, 님피아.
패션의 도시이기도 하다.체육관이 한옥 분위기이다.

### 버들비마을
애니메이션 상에서 트라이 포카론에 세레나가 두 번째로 참가해 우승하고 첫 번째 프린세스 키를 얻었다.

### 향전시티(香篆)
우주에서 왔다는 해시계와 향전체육관이 있다.
관장은 고지카 타입은 에스퍼다.사용하는 포켓몬은 냐오닉스 암, 수이다.(고스트,악,벌레로 공격할시 2배)

### 배롱마을
플라타느 박사와 만나서 배틀을 하는 곳이다. 나중에 이 마을에 갸라도스 나이트가 있다.

### 이설시티(-雪)
마지막 체육관이 있는 곳이다. 사용타입은 얼음이다. 그리고 포켓몬 마을에도 갈 수 있는 마을이다. 관장은 우르프. (강철,격투,불꽃,바위로 공격할시 2배)

### 기남시티(奇南)
챔피언을 이기고 난 뒤 갈 수 있는 곳으로 프랜드사파리 배틀하우스가 있다

## 포켓몬마을
뮤츠를 잡을 수 있는 이름 없는 동굴이 있는 곳이다. 이름 없는 동굴에는 전당등록 후에 들어갈수 있다.

### 라군마을
게임에서는 등장하지 않는 마을이다. 세레나가 트라이포카론에서 난동을 부리던 판짱을 잡은 곳이다.

## 도로

### 1번 도로
조아마을과 수미마을을 잇는 도로이다. 첫 번째 도로이며 야생 포켓몬이 출현하는 풀숲은 없다.

### 2번 도로
수미마을과 백단숲을 잇는다.

### 3번 도로
백단시티와 백단숲을 연결한다.

### 4번 도로
백단시티와 미르시티를 잇는 도로이다.

### 5번 도로
이 도로의 다른 이름은 베르성 도로이며 고목내 마을과 미르시티를 잇는 길이다. 또한 롤러스케이트를 탈 수 있는 장소가 마련되어 있다.

### 6번 도로
파르팽 궁전과 고목내마을을 잇는 도로이다.

### 7번 도로
칼로스지방에서 가장 긴 길이며 배틀샤토와 나무열매 밭 등이 있다.

### 8번 도로
삼채시티와 가라마을을 잇는 길이다.

### 9번 도로
가라마을과 반짝임의 동굴을 잇는 도로. 뿔카노를 타고 이동해야한다.

### 10번 도로
옥유마을과 삼채시티를 잇는 길이다.

### 11번 도로
옥유마을과 비춤의 동굴을 잇는 길

### 12번 도로
사라시티와 비익시티를 잇는 길이다.

### 13번 도로
비익시티와 미르시티를 잇는 길이며 칼로스 발전소로 갈 수 있는 길이 있다.

### 14번 도로
미르시티와 후늬시티를 잇는 길이며 무서운 집이 있다.

### 15번 도로
후늬시티와 버들비마을을 잇는 길이다.

### 16번 도로
미르시티와 버들비마을을 잇는 길이며 낚시하우스가 있다.

### 17번 도로
버들비마을과 향전시티를 잇는 길이다. 이 도로의 다른 이름은 맘모꾸리로드이며, 맘모꾸리를 타고 이동해야 한다.

### 18번 도로
향전시티와 배롱마을을 잇는 길이며 거꾸로배틀을 할 수 있는 곳이 있다.

### 19번 도로
배롱마을과 이설시티를 잇는 길이다.

### 20번 도로
이설시티와 포켓몬마을을 잇는 길이며 다른 이름은 미혹의 숲이다.

### 21번 도로
이설시티와 챔피언로드를 잇는 길이다.

### 22번 도로
백단시티와 챔피언로드를 잇는 길이다.